# Zelaya (Nicaragua)

Zelaya in donkerblauw (1957-1986); de gele lijn scheidt sinds 1986 Región Autónoma del Atlántico Norte (boven) en Región Autónoma del Atlántico Sur

Zelaya (ook bekend als Mosquito) was tussen 1900 en 1986 een departement van Nicaragua, vernoemd naar president José Santos Zelaya. Het besloeg ongeveer de oostelijke helft van het land en had in Bluefields zijn hoofdstad.
In 1900 werd Nicaragua in tien departementen ingedeeld; een van hen was Zelaya. In 1957 werd het uiterste zuiden van Zelaya, samen met een deel van het departement Chontales, een apart departement: Río San Juan.
De grondwet van 1986 kondigde het Handvest van Autonomie voor Zelaya af, met name voor de Miskito-indianen. Het departement werd in twee autonome regio's verdeeld: Región Autónoma del Atlántico Norte en Región Autónoma del Atlántico Sur. Het Handvest is grotendeels gebaseerd op het Spaanse bestuurlijke model: de autonome regio's worden bestuurd door een gouverneur en een regionale raad. Defensie, buitenlandse zaken en dergelijke zijn de verantwoordelijkheid van de centrale overheid in Managua.
Boaco · Carazo · Chinandega · Chontales · Estelí · Granada · Jinotega · León · Madriz · Managua · Masaya · Matagalpa · Nueva Segovia · Rivas · Río San Juan
Autonome regio's: Región Autónoma de la Costa Caribe Norte · Región Autónoma de la Costa Caribe Sur